# Aseptis geminimacula
Aseptis geminimacula là một loài bướm đêm trong họ Noctuidae.